# Museu Municipal de l'Estampació de Premià de Mar

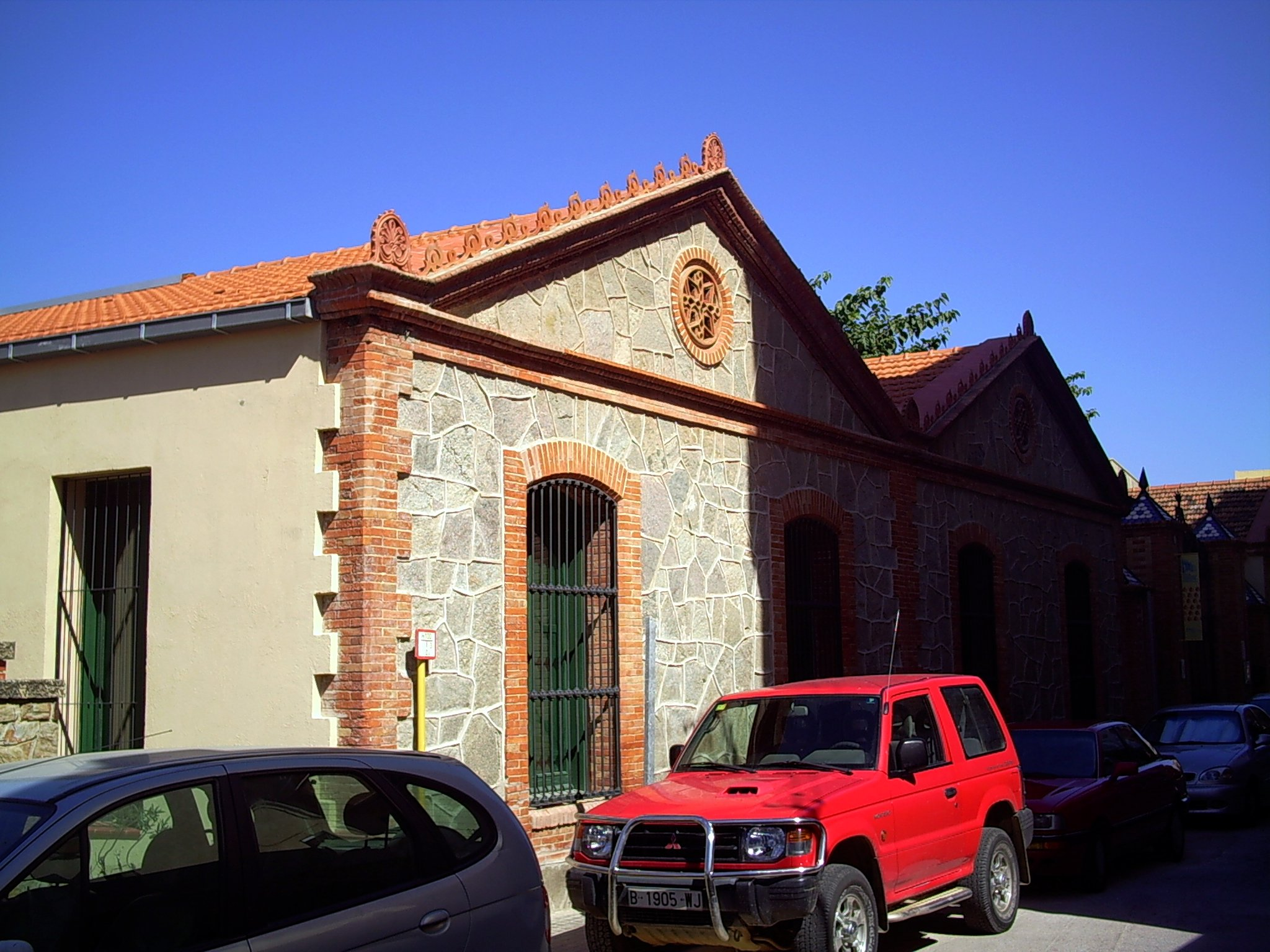
Antiga Fàbrica del Gas

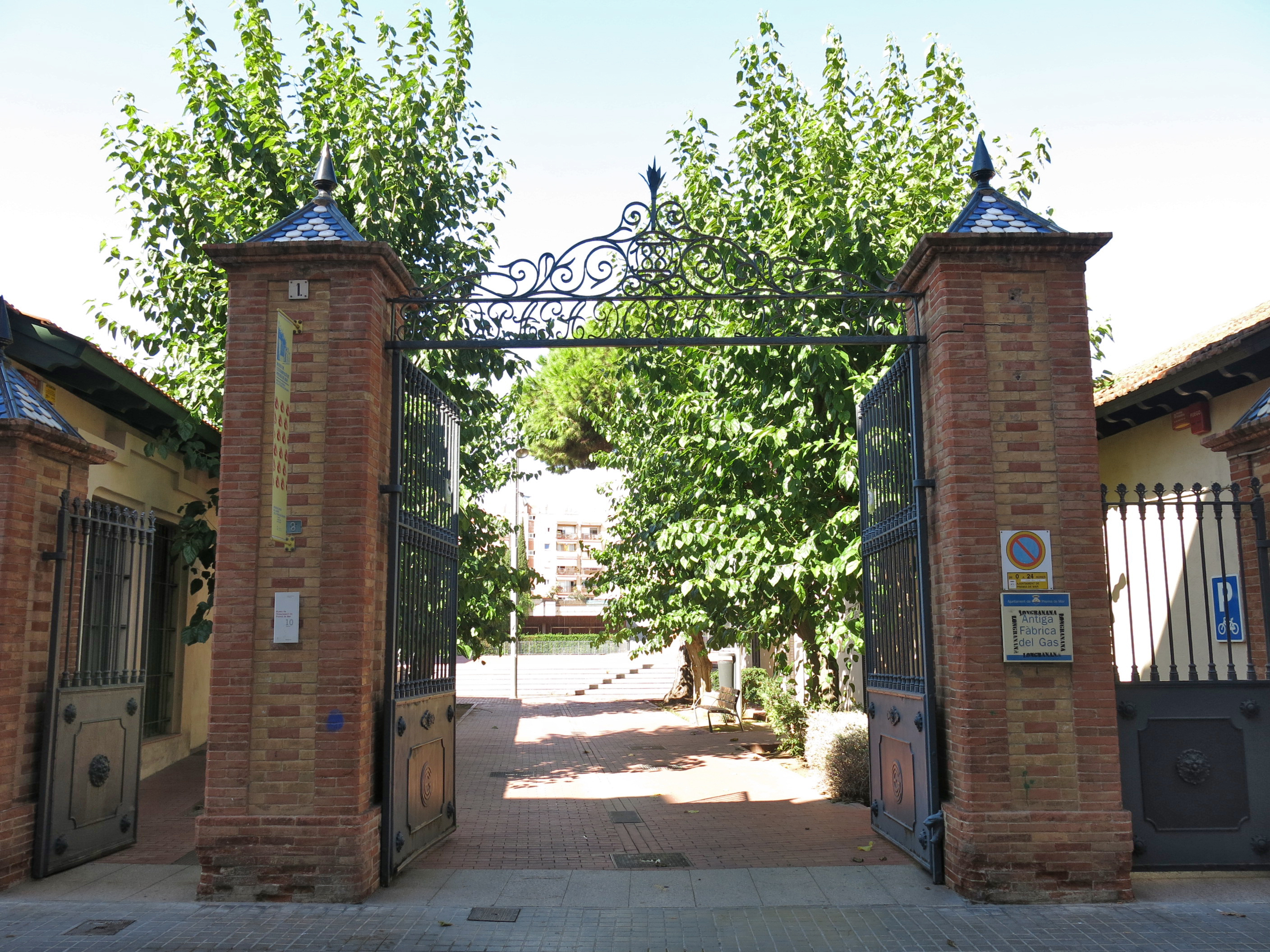
Porta d'accés

El Museu Municipal de l'Estampació de Premià de Mar, també conegut com el MEP, dorma part del Museu de la Ciència i de la Tècnica de Catalunya (mNACTEC) i de la Xarxa de Museus Locals de la Diputació de Barcelona. Exposa mostres i objectes relacionats amb l'estampació de tèxitl. S'hi explica l'evolució de les tècniques a través del temps, així com el paper d'aquest ofici com a motor d'industrialització de Catalunya. A més de les col·leccions i arxius, també s'hi ha creat un obrador on s'ensenyen les tècniques de l'estampació i es recuperen les tècniques tradicionals de l'ofici. Des del 2002, la seu es troba a l'antiga Fàbrica del Gas. Abans es trobava a l'antiga masia de Can Manent.

## Història
Tot el Maresme ha estat una zona on el tèxtil i l'estampació s'han desenvolupat amb força. Especialment durant el segle xx, Premià de Mar mantenia una important activitat en el camp de l'estampació, on destaca la fàbrica Lyon Barcelona SA, que va introduir el sistema d'estampació a la lionesa a Espanya, i durant la major part del segle passat fou la més important de l'Estat. Com a conseqüència, molts premianencs van treballar de manera directa o indirecta en el sector, des de dissenyadors d'estampats, a dibuixants que preparaven les separacions de color, fins a gravadors que realitzaven les pantalles o els corrons.
Els estatuts del museu es van aprovar el 30 d'octubrel de 1979. Però no seria fins al 1983 que el museu es constituiria formalment com a tal, promogut per l'entitat Associació d'Estudis Científics i Culturals de Premià de Mar (AECC). Aquell mateix any, va entrar a formar part de la Xarxa de Museus Locals i Comarcals de la Diputació de Barcelona, i es va vincular també a la Xarxa de Museus de la Ciència i la Tècnica de Catalunya. L'antiga masia de Can Manent, al Camí Ral, es va reformar per acollir el museu i la biblioteca municipal.
A mesura que la col·lecció es va ampliar, era menester més espai. Una de les naus de l'antiga Fàbrica del Gas es va començar a fer servir com a reserva. El 1991, l'Ajuntament havia comprat la Fàbrica del Gas i de 1999 a 2002 la va remodelar en espai museal, en un projecte dissenyat per l'arquitecte Rafael de Cáceres. El 14 d'abril de 2002 es van inaugurar les noves instal·lacions, que inclouen el museu i les dependències de Promoció Econòmica de l'Ajuntament. És l'única fàbrica de gas d'hulla que resta dempeus a Catalunya.
El febrer de 2011, el museu va signar un acord amb el Museu d'Arenys de Mar i el Consorci del Centre de Documentació i Museu Tèxtil de Terrassa, per a coordinar les adquisicions i per a col·laborar en l'àmbit de la formació, recerca i documentació.

## Exposicions
El museu mostra les etapes de l'estampació a Catalunya. Aquesta activitat, iniciada amb força en el segle xviii, amb les indianes, és d'una importància cabdal per entendre el procés d'industrialització del país. La gran concentració de fàbriques a Barcelona, i l'extensió de l'activitat per molts punts de Catalunya, va crear uns potencial tècnic i econòmic sobre el qual es va poder emprendre l'aventura de les fàbriques tèxtils del segle xix.
- Exposició permanent: Objectes, gravats, dissenys i imatges diverses que expliquen l'evolució tecnològica i artística de la decoració de teixits amb sistemes d'estampació des del segle xviii fins a l'actualitat.[14]
- Exposicions temporals:[15] Per exemple l'exposició de l'any 2021 SPICA 2030, de l'enginyer Robert Pous, que mostrava quines serien les característiques d'una ciutat costanera mediterrània en un futur pròxim seguint els Objectius de Desenvolupament Sostenible.[16]

## Publicacions
- Butlletí de Socis de L'AECC (Associació d'Estudis Científics i Culturals), El Museu, monogràfic Les nostres arrels, així com alguns llibres i fulletons que poden servir per a conèixer el fons i les activitats de l'AECC.

## Reconeixement
- 2016 Distintiu Sistema Integral de Qualitat Turística en Destins (Sicted)[17]